# Cyrtauchenius structor
Cyrtauchenius structor là một loài nhện trong họ Cyrtaucheniidae. Loài này phân bố ờ Algerije.